# Xã Cornell, Quận Cass, Bắc Dakota
Xã Cornell (tiếng Anh: Cornell Township) là một xã thuộc quận Cass, tiểu bang Bắc Dakota, Hoa Kỳ. Năm 2010, dân số của xã này là 59 người.